# Мухавец
Мухавец (блр. Мухавец; рус. Мухавец) река у западном делу Брестске области у Републици Белорусији. Десна је притока реке Буг (део сливног подручја реке Висле и Балтичког мора). 
Настаје спајањем потока Муха и канала Вец код града Пружана. Тече ка западу регијом Полесја, преко Пружанског, Кобринског, Жабинкавског и Брестског рејона и улива се у реку Буг у западном делу града Бреста. Пловна је од Кобрина до ушћа где се налази брана. Каналом Дњепар-Буг повезана је са речним системом Дњепра и са Црним морем. 
Укупна дужина водотока је 113 km, са површином слива од 6.350 km². Просечан проток у зони ушћа на годишњем нивоу је око 33,6 m³/s, а највиши водостај је крајем марта када се топи снег у подручју њеног басена. Под ледом је од средине децембра до друге половине марта. 
Речна долина је доста ниска, местимично замочварена са просечном ширином у средњем делу тока до 600 m (при ушћу и до 2 km). Обале су доста ниске, висине између 0,5 и 2 метра. 
Најважније притоке су Трасцјаница, Асиповка и Рита (све леве притоке). 
Мухавец протиче кроз градове Кобрин, Жабинка и Брест.